# Hammerhütte (Siegen)
Hammerhütte war ein mittelalterlicher Vorort der damals nassauischen Stadt Siegen. Der Ort entstand um die gleichnamige Blashütte. Eine urkundliche Erwähnung der Hammerhütte stammt vom 28. Juli 1471. An diesem Tag verpfändete Hermann Illequat (Hermann von Hupsdorf, nassauischer Rentmeister) neben Häusern und Teilen seines Grundbesitzes die Hammerhütte an Graf Johann IV. von Nassau. 1798 gab es in Hammerhütte 41 Häuser. Im Jahr 1834 lebten im Bezirk Hammerhütte 290 Menschen. Heute ist Hammerhütte ein Viertel der Kreisstadt Siegen im Kreis Siegen-Wittgenstein, Bundesland Nordrhein-Westfalen.